# Prelazia de Tefé
A Prelazia de Tefé (Praelatura Territorialis Tefensis) é uma circunscrição eclesiástica da Igreja Católica no Brasil, pertencente à Província Eclesiástica de Manaus e ao Conselho Episcopal Regional Norte I da Conferência Nacional dos Bispos do Brasil, sendo sufragânea da Arquidiocese de Manaus. A sé prelatícia está na Catedral Prelatícia Santa Teresa, na cidade de Tefé, no estado do Amazonas.

## Histórico
A Prefeitura Apostólica de Tefé foi erigida a 23 de maio de 1910, pelo Papa Pio X, por meio da bula Cum ex nimia Diocesi Amazonum, desmembrada da então Diocese do Amazonas, hoje Arquidiocese de Manaus. Em 1931, por meio da bula Munus regendi, do papa Pio XI, cedeu parte de seu território para a criação da então Prelazia de Juruá, atualmente Diocese de Cruzeiro do Sul.
Em 11 de agosto de 1950, pela bula Quum Deo adjuvante, do papa Pio XII, foi elevada a prelazia e confiada pela Santa Sé aos cuidados da Congregação do Espírito Santo.

## Situação geopolítica
O território da prelazia é de 264.675 km², organizado em 14 paróquias. Abrange os municípios de Alvarães, Carauari, Fonte Boa, Itamarati, Japurá, Juruá, Jutaí, Maraã, Tefé e Uarini.
Localiza-se no centro-oeste do estado do Amazonas. Faz limite com a Colômbia, com as dioceses de Alto Solimões, Coari, Cruzeiro do Sul e São Gabriel da Cachoeira e com a prelazia de Lábrea.
Em 2004, a prelazia contava com uma população aproximada de 215.521 habitantes, com 75% de católicos. Em 2007 a população era de 243.494 habitantes.

## Bispos, prefeitos apostólicos e administradores
|                          | Nome                              | Período         | Notas                               |
| Bispos prelados          | Bispos prelados                   | Bispos prelados | Bispos prelados                     |
| ------------------------ | --------------------------------- | --------------- | ----------------------------------- |
| 5º                       | José Altevir da Silva, C.S.Sp.    | 2022-atual      |                                     |
| 4°                       | Fernando Barbosa dos Santos, C.M. | 2014-2021       | Nomeado bispo de Palmares           |
| 3º                       | Sérgio Eduardo Castriani, C.S.Sp. | 2000-2012       | Nomeado arcebispo de Manaus         |
| 2º                       | Mário Clemente Neto, C.S.Sp.      | 1982-2000       |                                     |
| 1º                       | Joaquim de Lange, C.S.Sp.         | 1952-1982       |                                     |
| Administrador apostólico |                                   |                 |                                     |
|                          | Joaquim de Lange, C.S.Sp.         | 1950-1952       |                                     |
| Prefeitos apostólicos    |                                   |                 |                                     |
| 2º                       | Joaquim de Lange, C.S.Sp.         | 1946-1950       |                                     |
| 1º                       | Miguel Alfredo Barat, C.S.Sp.     | 1910-1946       |                                     |
| Bispos coadjutores       |                                   |                 |                                     |
|                          | Sérgio Eduardo Castriani, C.S.Sp. | 1998-2000       |                                     |
|                          | Mário Clemente Neto, C.S.Sp.      | 1980-1982       |                                     |
| Administrador prelatício |                                   |                 |                                     |
|                          | Waïbena Atama Mahoba Mellon       | 2021-2022       | Coordenador de pastoral da prelazia |